# Айнанше, Мухаммед
Мухаммед Айнанше Гулед (англ. Mohamed Ainanshe Guled; 1924, Итальянское Сомали — 3 июля 1972, Сомали) — сомалийский государственный и военный деятель, бригадный генерал, второй вице-президент ВРС и Сомалийской Демократической Республики (1969—1971), начальник Генерального штаба Сомалийской национальной армии (1967—1969).

## Биография
Родился в 1924 году на территории нынешней Сомалийской Республики. После окончания средней школы в 1943 году поступил на службу в полицию Итальянского Сомали.
В 1952 году окончил училище карабинеров в Италии и продолжил службу в полиции. После создания в 1960 году Сомалийской национальной армии был переведен в армию, где возглавил учебный центр. Затем назначен командиром дивизии, базирующейся в Северо-Западной провинции страны. В 1964 году был назначен командующим Северным армейским округом Сомали. В 1963 году направлен в военную академию в Каире. В 1965 году его перевели в Генеральный штаб, который он возглавлял с 1967 по 1969 год.
М. Айнанше приписывают создание большинства сомалийских военных терминов и номенклатуры, которые заменили итальянскую и английскую системы. За свою военную карьеру дослужился до звания бригадного генерала .

Встреча с Мао Цзэдуном. 1970 год

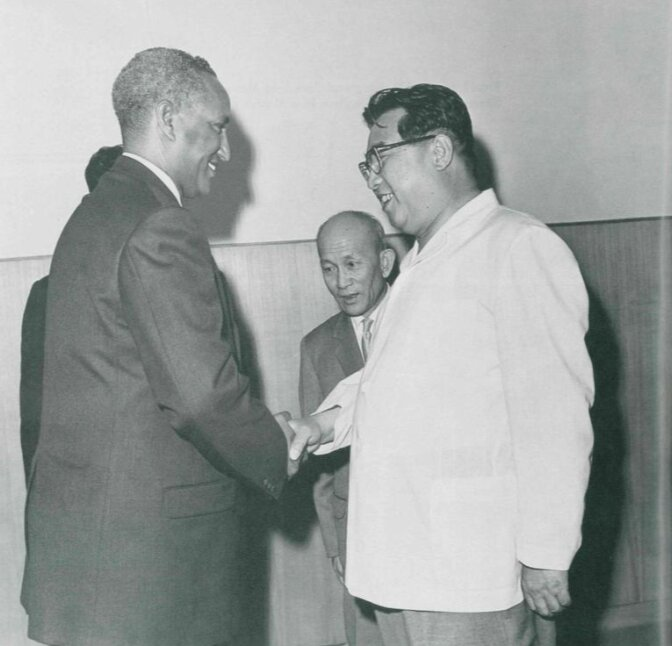
Встреча с Ким Ир Сеном. 1970 год

С момента прихода к власти в Сомали вооружённых сил 21 октября 1969 года занял пост вице-президента ВРС и Сомалийской Демократической Республики (1969—1971). При военном правительстве Сомалийская Республика не разорвала отношений со странами Запада, но в их отношениях произошло заметное похолодание. С другой стороны, были укреплены контакты с социалистическими странами и, среди прочего, была признана ГДР.
В качестве главы правительственной делегации М. Айнанше посетил ряд социалистических стран, в том числе Советский Союз, где принял участие в праздновании 100-летия Ленина, КНР и КНДР.
Во время визита в Ласъанод на севере страны Абдирашид Али Шермарк , тогдашний президент Сомали, был застрелен одним из своих телохранителей. Всего через шесть дней после его убийства генерал-майоры Мухаммед Айнанше и Сиад Барре возглавили путч, который привёл к бескровному перевороту. Высший революционный совет (ВСР), пришедший к власти после убийства президента Шармарка, возглавили генерал М. Айнанше, генерал Сиад Барре, подполковник Салаад Габейре Кедийе и начальник полиции Джама Коршель. В конечном итоге в руководстве ВСР разразилась борьба за власть, отчасти из-за растущего кумовства и клановости Сиада. В 1971 году Айнанше и Салааду Габейре Кедийе  были предъявлены обвинения в покушении на президента Барре. Оба офицера вскоре были признаны виновными и публично казнены в 1972 году.